# Пам'ятна дошка Василю Стусу (Донецьк)
Пам'ятна дошка Василю Стусу — меморіальна дошка на честь Василя Стуса, встановлена 2001 року біля входу до будівлі філологічного університету Донецького національного університету. Дошка демонтована 2015 року представниками самопроголошеної Донецької народної республіки після захоплення ними Донецька.

## Створення

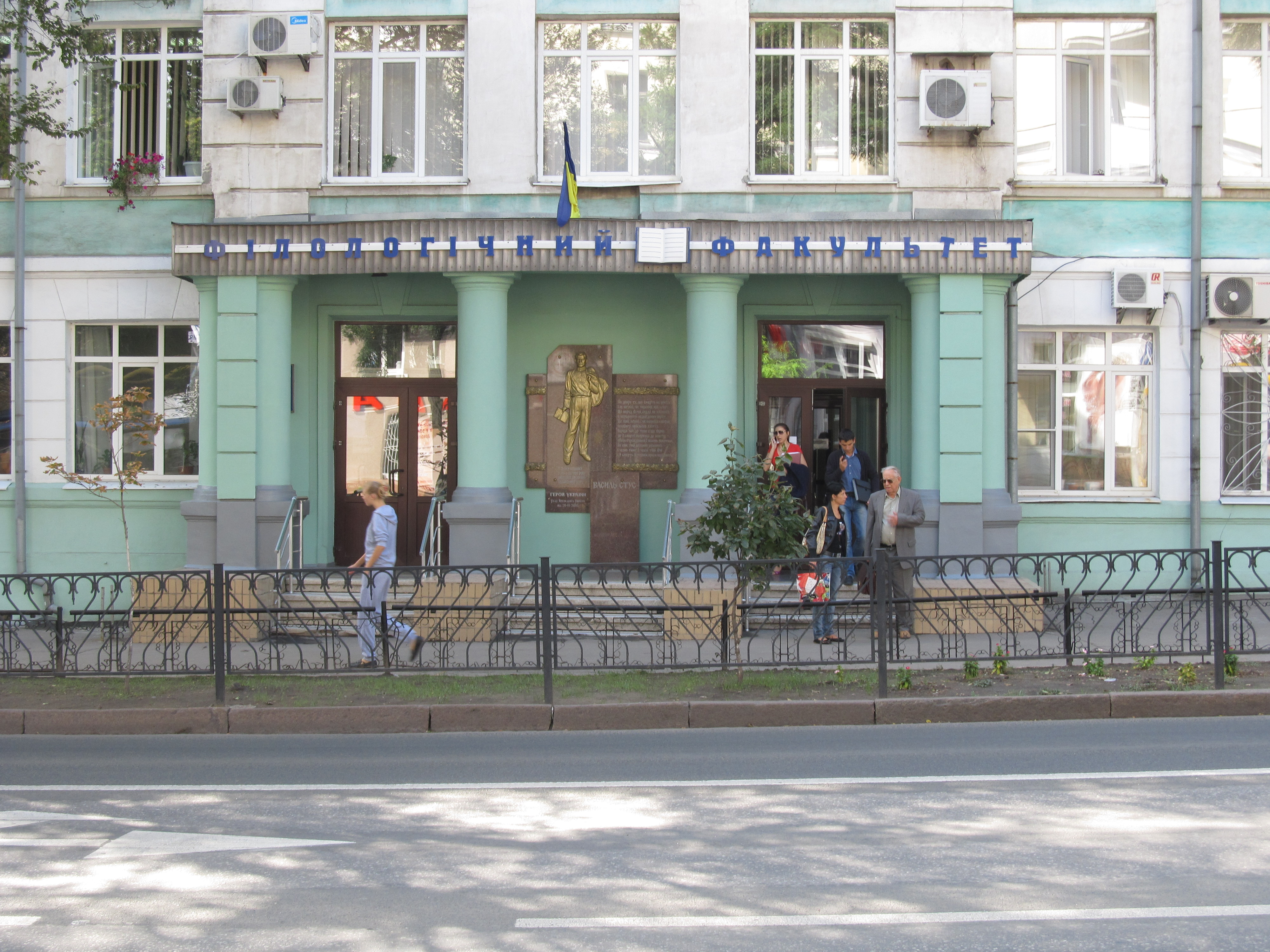
Вхід до філологічного факультету ДонНУ у Донецьку в 2012 році. Видно пам'ятну дошку Василю Стусу.

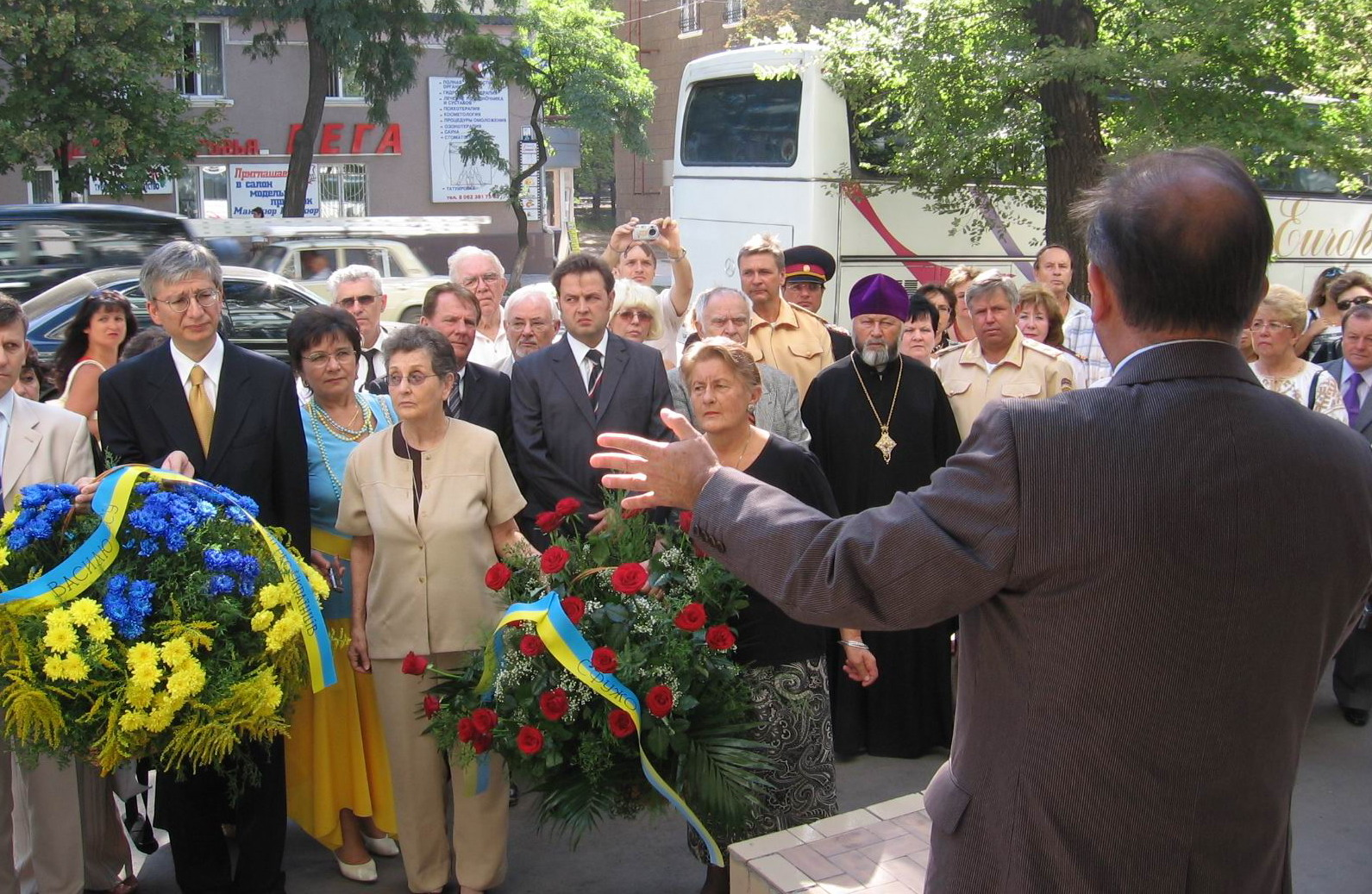
Президент Світового Конґресу Українців Євген Чолій (крайній ліворуч) та ін. представники української діаспори під час мітингу біля пам'ятної дошки Василю Стусу, Донецький університет, виступає Аскольд Лозинський, 2007

Видатний український поет і дисидент Василь Стус був студентом Донецького університету, якому 2016 року присвоєно його ім'я.
У 1994 році Донецька міська рада ухвалила рішення про вшанування поета шляхом встановлення пам'ятної дошки на стіні його рідного факультету, де він навчався у 1954—1959 роках. Дошку виготовили і встановили у вересні 2001. Автори пам'ятки — скульптори Леонід Бринь і Віктор Піскун та архітектор Олександр Проценко. Відповідно до кошторису вартість проєкту становила 78 тисяч гривень.

## Демонтаж
Після захоплення Донецька угрупованням Донецька народна республіка у вересні 2014 року університет був переведений до Вінниці. Діячі самопроголошеної республіки неодноразово заявляли про наміри демонтувати барельєф, присвячений поетові. На мітингу під стінами університету було заявлено про намір передати дошку до Вінниці слідом за переведеним туди легітимним українським університетом.
Пізніше так званий міністр закордонних справ ДНР Олександр Кофман повідомляв, що барельєф планується замінити меморіальною дошкою на честь радянського розвідника Миколи Кузнецова. Така ініціатива обговорювалася й на зборах так званої Народної ради. Також була пропозиція встановити дошку пам'яті декана філологічного факультету Євгена Отіна.
У ніч проти 5 травня 2015 року меморіальну дошку демонтували за рішенням влади самопроголошеної ДНР.